# Военно-морская обсерватория США
Военно-морская обсерватория США (англ. United States Naval Observatory, USNO) — астрономическая обсерватория, основанная в 1830 году в Вашингтоне (округ Колумбия), США. С 1974 года обсерватория также является официальной резиденцией вице-президента США (здание Number One Observatory Circle).

## Руководители обсерватории
- Луис М. Голдсборо
- Эдвин Тейлор Поллок
- 1963—1977 — Стрэнд, Кай — научный руководитель обсерватории
- 1977—1993 — Вестерхут, Гарт — научный руководитель обсерватории

## История обсерватории
Обсерватория была создана 6 декабря 1830 года как место для ремонта навигационных приборов. В 1842 году конгресс выделил на создание Национальной обсерватории 25 000 долларов США. В 1843 году было возведено здание старой военно-морской обсерватории США. Наблюдения в данном месте проводились до 1893 года, когда было построено современное здание обсерватории. В 1955 году в связи с ростом засветки в Вашингтоне была создана Станция Флагстафф военно-морской обсерватории США. Основой задачей обсерватории во второй половине XIX века стала передача сигналов точного времени для морских судов и гражданского населения. Так же Военно-морская обсерватория США участвует в работе наблюдательной станции Андерсон-Меса. Южную часть небесной сферы для каталога всего неба наблюдали на меридианном круге Военно-морской обсерватории США в Обсерватории им. Феликса Агилара (Аргентина).

## Инструменты обсерватории
- 66-см рефрактор Кларка (F=13м) — перевезён из старой обсерватории
- 40-дюймовый телескоп Ричи (1934 год) — перевезён на станцию Флагстафф
- 12-дюймовый рефрактор

## Направления исследований
- Позиционные измерения (астрономическая навигация)
- GPS-время
- РСДБ-наблюдения квазаров для создания инерциальной системы отсчёта
- Параметры вращения Земли
- Астрометрия
- Создание каталогов звёзд (USNO, UCAC)

## Основные достижения
- В ноябре 1913 года Парижская обсерватория, используя Эйфелеву башню, как антенну, и Военно-морская обсерватория обменялись устойчивыми радиосигналами для точного определения разности долгот.
- Открытие астероидов. Вот некоторые из них: (536) Мерапи, (886) Вашингтония и (980) Анакостия

## Известные сотрудники
- 1884 (?) — 1923 — Таттл, Хорас Парнелл
- Кристи, Джеймс Вальтер
- Питерс, Джордж Генри
- Гулд, Бенджамин Апторп
- Си, Томас Джефферсон Джексон
- de:Christian de Vegt
- de:Webster Clay Ball
- en:James L. Hilton
- en:Steven J. Dick
- en:Benjamin Boss
- Том Ван Фландерн
- Чарльз Говард Хинтон
- Клеменс, Джералд
- en:George C. Day
- Уолкер, Сирс Кук

## Адрес
- 3450 Massachusetts Ave, NW, Washington, DC 20392-5420